# Daniël van der Stoep
Daniël van der Stoep (* 12. September 1980 in Delft) ist ein niederländischer Politiker (ehemals CDA, PVV, Artikel 50).

## Leben
Van der Stoep studierte an der Universität Leiden Internationale Beziehungen. Bis 2006 war er Mitglied des Christen-Democratisch Appèl. Danach stand er der Partij voor de Vrijheid (PVV) nahe. Im Auftrag dieser Partei war er vom 14. Juli 2009 bis 17. August 2011 sowie erneut seit 14. Dezember 2011 Abgeordneter des Europäischen Parlaments. Im Sommer 2010 wurde gegen ihn wegen Fahren unter Einfluss psychoaktiver Substanzen nach einem Straßenverkehrsunfall von der Polizei ermittelt. Er legte daraufhin sein Abgeordnetenmandat für das Europäische Parlament nieder. Geert Wilders ließ Auke Zijlstra als seinen Nachfolger nachrücken.
Nach der Erweiterung des Europaparlaments nach dem Vertrag von Lissabon wurde er im Dezember von der PVV erneut in das Parlament entsandt, ohne dass er sich deren Delegation anschloss. 2012 gründete van der Stoep die Partei Artikel 50, deren Name sich auf Artikel 50 des Lissabon-Vertrags bezieht. Am 11. Juni 2013 schloss sich van der Stoep der Europapartei Bewegung für ein Europa der Freiheit und der Demokratie an. Bei der Europawahl 2014 erreichte Artikel 50 0,51 % der Stimmen und konnte kein Mandat gewinnen. Nach internen Querelen verließ van der Stoep die Partei – im Januar 2015 beschlossen die Mitglieder von Artikel 50, sich der PVV-Abspaltung Partij voor Nederland anzuschließen.
Im Dezember 2015 wurde van der Stoep zu fünf Monaten Freiheitsstrafe verurteilt, nachdem er minderjährige Mädchen mit Geld und Drogen zu sexuellen Beziehungen verführt hatte.